# Sebastian Treese
Sebastian Treese, född 1977 i Mainz, är en tysk arkitekt.
Efter examen från gymnasiet i Osnabrück studerade Treese vid Universität der Künste i Berlin från 1997 till 2004 och fick sin examen från professorn i design och stadsförnyelse, Adolf Krischanitz. Under sina studier arbetade han en tid på arkitektkontoret Hilmer & Sattler, och mellan 2005 och 2008 var han anställd hos den berömda arkitekten Hans Kollhoff. 2008 grundade han tillsammans med Fritz Neumeyer (född 1977) det gemensamma arkitektkontoret Neumeyer Treese Architekten i Berlin-Kreuzberg. 2011 grundades Sebastian Treese Architekten GmbH.  Treeses kontor är känt för sin innovativa tolkning av traditionell arkitektur, och i Berlin samt på andra platser arbetar han regelbundet med projektutvecklaren Ralf Schmitz.
I februari 2021 tillkännagavs Sebastian Treese som den förste tyska mottagaren av Driehauspriset. Prisutdelningen kommer äga rum online den 26 mars.